# Вајт Плејнс (Северна Каролина)
Вајт Плејнс (енгл. White Plains) насељено је место без административног статуса у америчкој савезној држави Северна Каролина.

## Демографија
По попису из 2010. године број становника је 1.074, што је 25 (2,4%) становника више него 2000. године.
| Група             | 2000.         | 2010.       |
| Белци             | 1.030 (98,2%) | 996 (92,7%) |
| Афроамериканци    | 3 (0,3%)      | 11 (1,0%)   |
| Азијати           | 3 (0,3%)      | 5 (0,5%)    |
| Хиспаноамериканци | 10 (1,0%)     | 45 (4,2%)   |
| Укупно            | 1.049         | 1.074       |